# Wood Heights
Wood Heights est une ville  du comté de Ray, dans le Missouri, aux États-Unis,. Située à l'ouest du comté, elle est incorporée en 1978.

## Démographie
Lors du recensement de 2010, la ville comptait une population de 717 habitants. Elle est estimée, en 2016, à 697 habitants.

### Source de la traduction
- (en) Cet article est partiellement ou en totalité issu de l’article de Wikipédia en anglais intitulé « Wood Heights, Missouri » (voir la liste des auteurs).